# Ospedale di San Bartolomeo
L'ospedale di San Bartolomeo era un ospedale di Firenze attivo fra il XIII e il XV secolo.

## Storia
L'ospedale venne istituito nel 1295 dal ricco commerciante laniero Benuccio di Senni del Bene, padre del poeta Sennuccio del Bene. Fu costruito spendendo ingenti somme sul Prato di Ognissanti, lungo il vecchio corso del fiume Mugnone, e destinato alla cura dei malati e all'assistenza di indigenti e pellegrini. Capimastri furono un maestro locale e uno comacino, e per l'amministrazione venne ottenuto da Bonifacio VIII che l'ospedale dipendesse direttamente dalla Santa Sede, senza ingerenze del vescovo e del clero cittadino. Tuttavia il primo rettore si rivelò incapace, venendo fatto allontanare dal pontefice, e nello stesso periodo la famiglia di Benuccio fu bandita da Firenze per via delle simpatie del figlio per la causa ghibellina. Il poeta poté rientrare solo nel 1326, occupandosi poi direttamente della gestione dell'ospizio. Alla sua morte il patronato passò a un suo nipote presbitero, poi negli anni seguenti fu trasformato in un monastero femminile, fino alla soppressione definitiva ne 1441, e parziale demolizione per ampliare la piazza del mercato. 
Resta traccia visiva solo nel lungo cornicione in pietra, con mensole e rilievi di cherubini, che corona la cortina di edifici popolareschi tra il lato est del Prato di Ognissanti e quello ovest di via Santa Lucia, che il Bargellini chiama "casa Taddei".